# تی‌ان‌ایکس
تی‌ اچ ایکس (انگلیسی: THX) شرکتی در آمریکا است که در سال ۱۹۸۳ توسط جرج لوکاس در سان فرانسیسکو تأسیس شد.